# Bayerbach bei Ergoldsbach
Bayerbach bei Ergoldsbach è un comune tedesco di 1 725 abitanti, situato nel land della Baviera.